# アラニン
アラニン (alanine) とは、アミノ酸のひとつで、グリシンに次いで2番目に小さなアミノ酸である。アミノ酸の構造の側鎖がメチル基（–CH3）になった構造を持つ。2-アミノプロピオン酸のこと。つづりはalanineで、略号はAあるいはAla。ほとんどすべての蛋白質に普遍的に見られる。

## 概要
疎水性アミノ酸、非極性側鎖アミノ酸に分類される。蛋白質構成アミノ酸のひとつで、非必須アミノ酸である。糖新生や脂肪酸の合成、エネルギー生成に用いられる重要なアミノ酸である。
また、アセトアルデヒドの分解を促進するため、二日酔いや悪酔いの防止に効用がある。

## 生合成
生体内では、解糖系の中間体であるピルビン酸やクエン酸回路における中間体が、アラニントランスアミナーゼによるグルタミン酸からのアミノ基の転移を受けて生合成される。

## 物性
- 分子量　89.09
- 等電点　6.00
- 溶解性　水・蟻酸に易溶、エタノール・ジエチルエーテルに不溶、希塩酸・希硫酸に可溶。
- 溶解度(水、g/100g)　15.8(20℃)、19.6(40℃)、24.3(60℃)
- ファンデルワールス半径　67